# Кведа-Кондиди
Кведа-Кондиди (груз. ქვედა კონდიდი) — село в Грузии, на территории Кобулетского муниципалитета автономной республики Аджария.

## География
Село находится в юго-западной части Грузии, к северу от реки Кинтриши, на расстоянии 5 километров (по прямой) к востоку от города Кобулети, административного центра муниципалитета. Абсолютная высота — 210 метров над уровнем моря.

## Население
По результатам официальной переписи населения 2014 года, в Кведа-Кондиди проживало 320 человек (166 мужчин и 154 женщины). В национальной структуре населения грузины составляли 99,4 %.
| Год  | Население, человек |
| ---- | ------------------ |
| 2002 | 352                |
| 2014 | ↘ 320              |